# إريكو ساتو
إريكو ساتو (باليابانية: 佐藤江梨子؛ بالكانا: さとう えりこ) هي تارينتو وعارضة وممثلة يابانية، ولدت في 19 ديسمبر 1981 في سابورو في اليابان.

## النشأة
ولد ساتو في سابورو، هوكايدو، ونشأ في طوكيو.

## وصلات خارجية
- إريكو ساتو على موقع IMDb (الإنجليزية)
- إريكو ساتو على موقع أول موفي (الإنجليزية)
- إريكو ساتو على موقع قاعدة بيانات الفيلم (الإنجليزية)